# Bogliarka
Bogliarka es un municipio del distrito de Bardejov en la región de Prešov, Eslovaquia, con una población estimada a final del año 2024 de 102 habitantes.
Se encuentra ubicado en el centro-norte de la región, cerca del río Topľa (cuenca hidrográfica del río Tisza) y de la frontera con Polonia.

## Demografía
| Año        | 1994 | 2004     | 2014     | 2024     |
| ---------- | ---- | -------- | -------- | -------- |
| Población  | 172  | 154      | 123      | 102      |
| Diferencia |      | −10,46 % | −20,12 % | −17,07 % |

| Año        | 2023 | 2024    |
| ---------- | ---- | ------- |
| Población  | 98   | 102     |
| Diferencia |      | +4,08 % |